# Buffs (Royal East Kent Regiment)

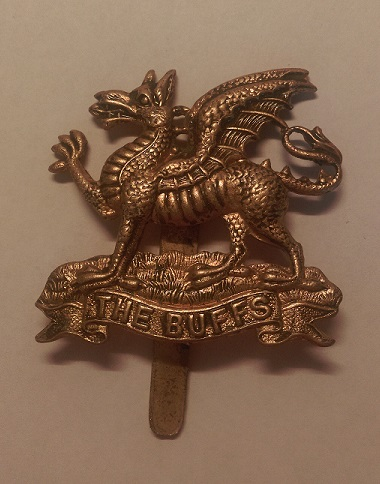
Mützenabzeichen der Buffs (Royal East Kent Regiment)

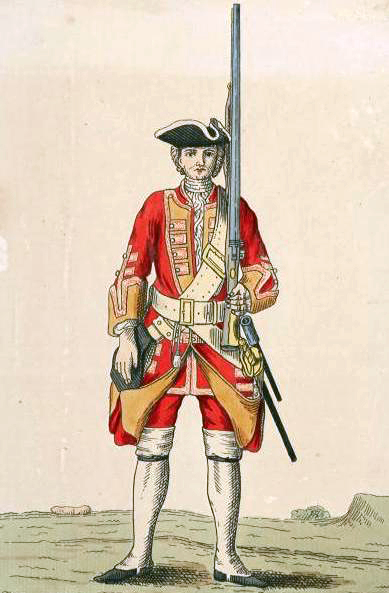
Soldat des 3rd Regiment of Foot, 1742

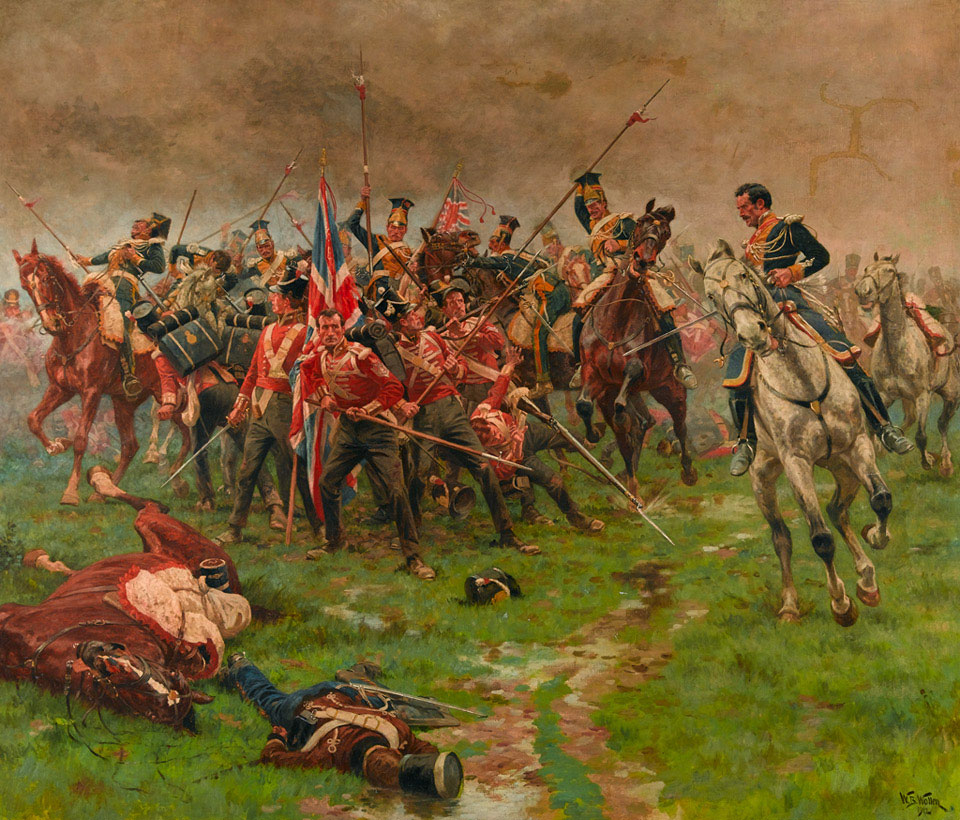
Das 3rd Regiment of Foot in der Schlacht bei La Albuera 1811

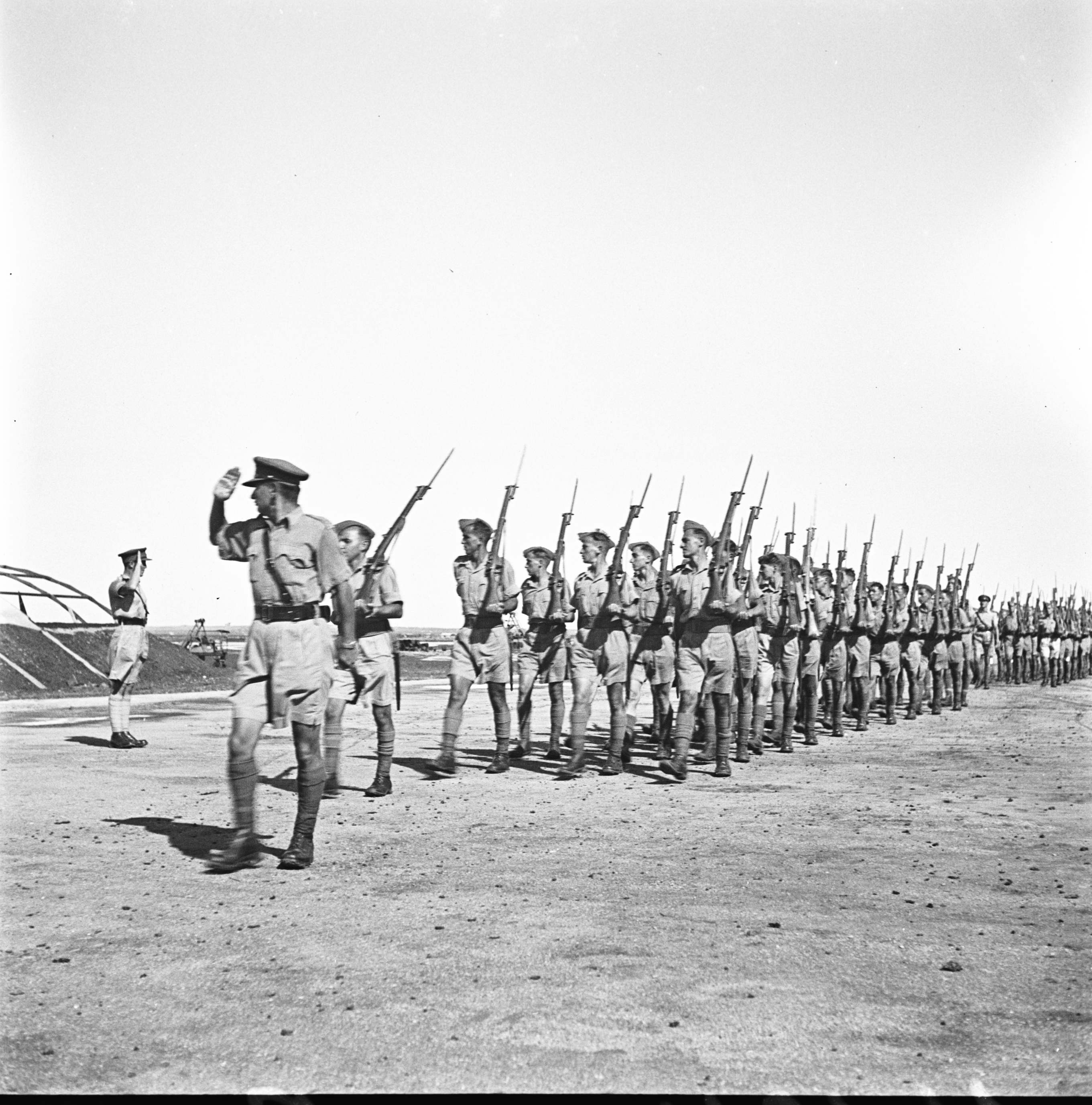
Soldaten der Buffs in Nordafrika, 1941

Die Buffs (Royal East Kent Regiment), vormals 3rd Regiment of Foot, waren ein Infanterieregiment der britischen Armee, das von 1572/1665 bis 1961 bestand.

## Geschichte
1572 baten protestantische Rebellen in den Spanischen Niederlanden Königin Elisabeth I. von England um militärische Hilfe im Niederländischen Aufstand bzw. Achtzigjährigen Krieg. Dreihundert Männer der Trained Bands der City of London wurden ausgewählt, um in Thomas Morgan’s Company zu dienen. Bis 1665, noch immer in den Niederlanden dienend, war diese Einheit eines von drei englischen Regimenten in einer sieben Regimenter starken britischen Brigade geworden. In diesem Jahr musste sich letztere zwischen der Treue zur niederländischen Republik oder der Auflösung entscheiden. Die drei englischen Regimenter entschieden sich für die Auflösung. Ihre Veteranen kehrten nach Hause zurück und wurden am 31. Mai 1665 als Holland Regiment in die britische Armee übernommen.
1688 bestieg der niederländische Herrscher Wilhelm von Oranien den britischen Thron. Um Verwechslungen mit bestehenden niederländischen Einheiten zu vermeiden, wurde das Holland-Regiment 1689 nach Wilhelms Schwager Prinz Georg von Dänemark zu Prince George of Denmark’s Regiment umbenannt. Als am 1. Juli 1751 eine einheitliche Nummerierung der Regimenter der British Army eingeführt wurde, erhielt das Regiment den Namen 3rd Regiment of Foot (The Buffs). Am 31. August 1782 wurde der Regimentsnamen zu 3rd (the East Kent) Regiment of Foot geändert. Am 1. Juli 1881 wurde das Regiment zu The Buffs (East Kent Regiment) umbenannt, dem Regiment der Rekrutierungsbezirk East Kent zugewiesen und die dortigen Miliz- und Freiwilligen-Infanterie-Einheiten als Bataillone eingegliedert. Am 3. Juni 1935 wurde der Regimentsname zu The Buffs (Royal East Kent Regiment) erweitert.
Am 1. März 1961 wurde das Regiment mit den Queen’s Own Royal West Kent Regiment zu den Queen’s Own Buffs, The Royal Kent Regiment, verschmolzen. Diese wurden 1966 mit dem Queen’s Royal Surrey Regiment, dem Royal Sussex Regiment und dem Middlesex Regiment (Duke of Cambridge’s Own) zum Queen’s Regiment verschmolzen. Dieses Regiment wurde 1992 mit dem Royal Hampshire Regiment zum Princess of Wales’s Royal Regiment verschmolzen. Das Princess of Wales’s Royal Regiment führt die Tradition der Buffs bis heute weiter.

## Colonels
Colonel-in-Chief des Regiments waren:
- 1689–1708: Prinz Georg von Dänemark
- 1906–1914: König Friedrich VIII. von Dänemark
- 1914–1947: König Christian X. von Dänemark
- 1947–1961: König Frederik IX. von Dänemark

Colonel of the Regiment waren:
- 1665–1668: Colonel Robert Sidney
- 1668–1673: Major-General Sir Walter Vane
- 1673–1682: Lieutenant-General John Sheffield, 3. Earl of Mulgrave
- 1682–1684: Colonel Philip Stanhope, 2. Earl of Chesterfield
- 1684–1685: Lieutenant-General John Sheffield, 3. Earl of Mulgrave
- 1685–1688: Brigadier-General Sir Theophilus Oglethorpe
- 1688–1707: General Charles Churchill
- 1707–1711: Field Marshal John Campbell, 2. Duke of Argyll
- 1711–1713: Colonel John Selwyn
- 1713–1715: Brigadier-General Archibald Douglas, 2. Earl of Forfar
- 1716–1725: General Sir Charles Wills
- 1726–1729: Colonel Thomas Pitt, 1. Earl of Londonderry
- 1729–1737: Lieutenant-General William Tatton
- 1737–1749: Lieutenant-General Thomas Howard
- 1749–1751: Field Marshal Sir George Howard
- 1763–1764: Colonel John Craufurd
- 1764–1768: Major-General Ralph Burton
- 1768–1779: Field Marshal Jeffrey Amherst, 1. Baron Amherst
- 1779–1786: Lieutenant-General William Style
- 1786–1809: General Thomas Hall
- 1809–1815: General Charles Leigh
- 1815–1829: Lieutenant-General Sir Henry Clinton
- 1829–1832: General Sir George Don
- 1832–1845: General Kenneth Howard, 1. Earl of Effingham
- 1845–1854: General Sir Henry King
- 1854–1857: Lieutenant-General Sir Nathaniel Thorn
- 1857: Lieutenant-General John Wharton Frith
- 1857: Major-General Sir Henry Havelock
- 1857–1860: Lieutenant-General Berkeley Drummond
- 1860–1863: General Hon. Charles Grey
- 1863–1864: Lieutenant-General John Wharton Frith
- 1864–1870: Lieutenant-General Day Hort Macdowall
- 1870–1874: Lieutenant-General Hon. Sir James Lindsay
- 1874–1882: General William Craig Emilius Napier
- 1882–1909: General Sir Julius Augustus Robert Raines
- 1909: Major-General Frederick Taylor Hobson
- 1909–1914: Major-General Robert George Kekewich
- 1914–1928: General Sir Arthur Henry Fitzroy Paget
- 1928–1937: Major-General Sir Arthur Lynden Lynden-Bell
- 1937–1943: Major-General Sir John Kennedy
- 1943–1953: Major-General Hon. Percy Gerald Scarlett
- 1953–1961: Major-General Valentine Boucher

## Battle Honours
Dem Regiment wurden folgende Battle Honours verliehen (englische Originalbezeichnungen):
- Vor 1914: Blenheim, Ramillies, Oudenarde, Malplaquet, Dettingen, Guadeloupe 1759, Douro, Talavera, Albuhera, Vittoria, Pyrenees, Nivelle, Nive, Orthes, Toulouse, Peninsula, Punniar, Sevastopol, Taku Forts, South Africa 1879, Chitral, Relief of Kimberley, Paardeberg, South Africa 1901–02.

- Erster Weltkrieg: Aisne 1914, Armentières 1914, Ypres 1915 ’17, Gravenstafel, St. Julien, Frezenberg, Bellewaarde, Hooge 1915, Loos, Somme 1916 ’18, Albert 1916 ’18, Bazentin, Delville Wood, Pozières, Flers-Courcelette, Morval, Thiepval, Le Transloy, Ancre Heights, Ancre 1916 ’18, Arras 1917, Scarpe 1917, Messines 1917, Pilckem, Passchendaele, Cambrai 1917 ’18, St. Quentin, Avre, Amiens, Bapaume 1918, Hindenburg Line, Épéhy, St. Quentin Canal, Selle, Sambre, France and Flanders 1914–18, Struma, Doiran 1918, Macedonia 1915–18, Gaza, Jerusalem, Tell ’Asur, Palestine 1917–18, Aden, Tigris 1916, Kut al Amara 1917, Baghdad, Mesopotamia 1915–18.

- Zweiter Weltkrieg: Defence of Escaut, St. Omer-La Bassée, Withdrawal to Seine, North-West Europe 1940, Sidi Suleiman, Alem Hamza, Alam el Halfa, El Alamein, El Agheila, Advance on Tripoli, Tebaga Gap, El Hamma, Akarit, Djebel Azzag 1943, Robaa Valley, Djebel Bech Chekaoui, Heidous, Medjez Plain, Longstop Hill 1943, North Africa 1941–43, Centuripe, Monte Rivoglia, Sicily 1943, Termoli, Trigno, Sangro, Anzio, Cassino I, Liri Valley, Aquino, Rome, Trasimene Line, Coriano, Monte Spaduro, Senio, Argenta Gap, Italy 1943–45, Leros, Middle East 1943, Malta 1940–42, Shweli, Myitson, Burma 1945.